# Biscaia

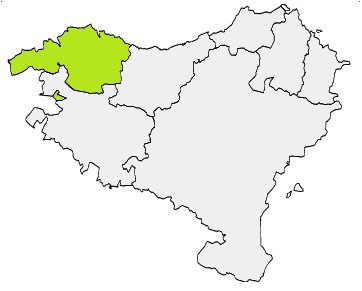
Situació de Biscaia al conjunt d'Euskal Herria.

Biscaia (en basc i oficialment, Bizkaia; en castellà, Vizcaya) és la província més poblada de la Comunitat Autònoma Basca i un dels set territoris (lurraldeak) del País Basc. La seva capital és Bilbao.

## Geografia
Situada al nord de la península Ibèrica, limita a l'oest amb la Comunitat Autònoma de Cantàbria, al sud amb les províncies d'Àlaba i Burgos, a l'est amb la província de Guipúscoa i al nord amb la mar Cantàbrica. Originalment era un territori molt més gran que l'actual, que incorporava gran part de les actuals Cantàbria, Àlaba i Guipúscoa, i part de la província de Burgos consistia en l'actual Biscaia, donant nom al golf de Biscaia.

## Govern i administració
- Diputació Foral.
- Juntes Generals de Biscaia.
- Comarques de Biscaia

## Turisme
- La seva capital, Bilbao, és famosa pel museu Guggenheim Bilbao i la seva ria.
- San Juan de Gaztelugatxe en Bermeo
- Església Santa Maria de Axpe
- Arbre de Gernika.
- Pont Biscaia.
- Cova de Santimamiñe i Bosc d'Oma.
- Reserva de la biosfera d'Urdaibai,